# Ihr seid herzlich eingeladen
Ihr seid herzlich eingeladen (Originaltitel You’re Cordially Invited) ist ein US-amerikanischer Spielfilm aus dem Jahr 2025 von Regisseur und Drehbuchautor Nicholas Stoller. Die Hauptrollen in der Filmkomödie übernahmen Will Ferrell und Reese Witherspoon.

## Handlung
Jim ist der alleinstehende Vater von Jenni, die sich mit ihrem Freund Oliver verlobt hat. Für die Hochzeit reserviert er auf Palmetto Island in Georgia, wo auch Jim und Jennis Mutter, die mittlerweile an Krebs verstorben ist, geheiratet hatten. Die Besitzerin Scarlett nimmt seine Reservierung für den 1. Juni an, stirbt jedoch, bevor sie die Buchung eintragen kann. Währenddessen erfährt die Fernsehproduzentin Margot, dass ihre Schwester Neve ihren Freund Dixon heiraten möchte. Sie bietet ebenfalls an, die Hochzeit zu planen, und bucht ebenfalls auf Palmetto Island, wo sie und Neve als Kinder ihre Großmutter besucht hatten. Leslie, die neue Managerin des Palmetto House, nimmt ihre Buchung für den 1. Juni ohne Kenntnis der vorherigen Buchung entgegen.
Am Wochenende der Hochzeiten treffen die beide Gruppen ein und entdecken die Doppelbuchung. Sie vereinbaren, die Insel zu teilen und abwechselnd drinnen und draußen zu feiern. Neve verrät Margot, dass sie schwanger ist, bittet sie aber, es wegen ihrer konservativen Mutter Flora geheim zu halten. Die Probeessen beider Gruppen müssen wegen Regen ins Haus verlegt werden, wo Jim und seine Tochter gemeinsam Islands in the Stream singen. Am nächsten Morgen hört Jim, wie Margot Jennis Aussehen und ihre Nähe zu ihrem Vater kritisiert. Aus Rache verzögert er die Zeremonie von Jenni und Oliver, damit Neve und Dixon nicht bei Sonnenuntergang heiraten können, und mietet ein Boot, um die Hochzeitsgesellschaft mit Wasser zu bespritzen. In weiterer Folge bricht der Steg zusammen und die gesamte Familie fällt ins Wasser.
Jim und Margot treffen sich später wieder, wo Margot sich bei Jim entschuldigt, woraufhin er seine Rachepläne gesteht. Margot ist wütend und beauftragt ihre Geschwister, Jennis und Olivers Empfang zu ruinieren, indem sie ihre Hochzeitstorte zerstören. Im Finstern glaubt Margot Oliver zu beobachten, wie er eine andere Frau küsst, was Margot Jim erzählt. Nachdem dieser von Oliver erfährt, dass er und Jenni planen, von Atlanta nach Memphis zu ziehen und sie es vor Jim verheimlicht hat, erzählt Jim, dass Oliver eine andere Frau geküsst hat. Die wütende Jenni beginnt, wahllos andere Gäste zu küssen. Später stellt sich heraus, dass jene Person, die Margot gesehen hat, tatsächlich einer von Olivers Trauzeugen war.
Wütend verlässt Jenni die Insel, während Neve und Dixon ihre Zeremonie zu Ende bringen. Auf der Feier streitet Margot mit ihrer Mutter über ihre emotionale Unerreichbarkeit und enthüllt dabei die Geheimnisse ihrer Geschwister, während ihre Familie sie für ihre Distanz zu ihnen kritisiert. Als sie in ihr Zimmer zurückkehrt, kämpft Jim mit einem Alligator, der Margot beißt, bevor Jim ihn aus dem Hotelfenster wirft. Dixon behandelt die Verletzung und Margot versöhnt sich mit ihrer Familie und mit Jim.
Nachdem Jim über soziale Medien erfährt, dass Jenni und Oliver ihre Ehe annulliert haben, fährt er ihnen nach, um die beiden von der Ehe zu überzeugen. Jenni und Oliver beschließen allerdings, nicht erneut zu heiraten, weil sie sich dafür zu jung fühlen, planen aber weiterhin, zusammen nach Memphis zu ziehen und ein Paar zu bleiben. Danach offenbart Jenni Margot, dass Jim an ihr interessiert ist. Nach einem Gespräch küssen sich Jim und Margot und vereinbaren, sich wiederzusehen. Das darauffolgende Thanksgiving feiern Margots Familie sowie Jim, Jenni und Oliver gemeinsam. Jim macht Margot einen Heiratsantrag, die stattdessen vorschlägt, durchzubrennen.

## Besetzung und Synchronisation
Die deutschsprachige Synchronisation übernahm die VSI Synchron GmbH. Dialogregie führte Kim Hasper, der auch das Dialogbuch schrieb.
| Rolle                | Darsteller             | Synchronsprecher    |
| -------------------- | ---------------------- | ------------------- |
| Margot               | Reese Witherspoon      | Manja Doering       |
| Jim                  | Will Ferrell           | Uwe Büschken        |
| Abigail              | Lauren Holt            | Melinda Rachfahl    |
| Bootskapitänin Barry | Fortune Feimster       | Marie-Isabel Walke  |
| Colton               | Rory Scovel            | Tobias Nath         |
| Davey                | Vinny Thomas           | Dirk Petrick        |
| Dawson Scott         | Wyatt Hunt             | Valentin Friederich |
| Dixon                | Jimmy Tatro            | Björn Schalla       |
| Flora                | Celia Weston           | Marianne Groß       |
| Gwyneth „Gwynny“     | Leanne Morgan          | Katrin Zimmermann   |
| Heather              | Keyla Monterroso Mejia | Lea Kalbhenn        |
| Jenni                | Geraldine Viswanathan  | Friedel Morgenstern |
| Kelly                | Ramona Young           | Imaya Ugwonno       |
| Leslie               | Jack McBrayer          | Kim Hasper          |
| Lexi                 | Zamani Wilder          | Elisa Bannat        |
| Neve                 | Meredith Hagner        | Marieke Oeffinger   |
| Oliver               | Stony Blyden           | Nicolas Rathod      |
| Pastor Jerry         | Wesley Mann            | Andreas Conrad      |
| Pastor Luther        | Nick Jonas             | Konrad Bösherz      |
| Sam                  | Matt Mercurio          | Kaze Uzumaki        |
| Scarlett             | Martha B. Knighton     | Sabina Trooger      |
| Tucker Lee           | Lion Way               | Vincent Borko       |

## Produktion und Veröffentlichung
Der Film wurde von Stoller Global Solutions, Gloria Sanchez Productions und Hello Sunshine produziert, Produzenten waren Jessica Elbaum, Will Ferrell, Lauren Neustadter, Nicholas Stoller, Conor Welch und Reese Witherspoon.
Die Kamera führte John Guleserian, die Musik schrieb Michael Andrews, die Montage verantworteten Daniel Gabbe und Hugh Ross. Das Szenenbild gestaltete Theresa Guleserian und das Kostümbild Kathleen Felix-Hager.
Tennessee, ein Sohn von Hauptdarstellerin Reese Witherspoon hat in diesem Film einen kurzen Auftritt. Ihr Sohn Deacon wirkte an der Komposition eines Liedes mit. Zusammen mit Magnus Ferrell, dem Sohn von Hauptdarsteller Will Ferrell, war er am Song Slow Down beteiligt.
Am 30. Januar 2025 wurde der Film auf Prime Video veröffentlicht.

## Musik
- Isn’t She Lovely – Stevie Wonder[8]
- Cake by the Ocean – DNCE
- Zebra Dance – That Chicc feat. Kali J
- Con Mis Gatas – La Fav
- Overture and Night Waltz – A Little Night Music
- Odyssey – Beck & Phoenix
- Shine – Last Trip to the Moon
- Coming Home – Leon Bridges
- Modern Girl – Bleachers
- Lose It – LG
- Come Around and Love Me – Jalen N’Gonda
- Right Round – Flo Rida
- Jollity – Dorothy Ashby
- Call Me Maybe – Carly Rae Jepsen
- Need to Belong – Laura Lee
- River Road – Jerry Kalaf
- Slow Down – Magnus Ferrell (feat. Deacon)
- Casper Slide Part 2 20th Anniversary Edition – DJ Casper
- Bless the Broken Road – Rascal Flatts
- Water’s Edge – Jerry Kalaf
- Cherry Pie – Warrant
- Run to Me – L.B.C. (feat. Redwood)
- Lose You to Love Me – Selena Gomez
- Get Down Tonight – KC and the Sunshine Band
- Islands in the Stream – Will Ferrell und Geraldine Viswanathan
- Might as Well Be Me – Céleigh Chapman
- Wish You Well – Jade Bird
- Ain’t It a Shame – Céleigh Chapman
- What You Did – Hannah Jadagu
- You and Me – Penny & The Quarters
- Only You – Yaz
- Right Here Waiting – Richard Marx
- With Arms Wide Open – Nick Jonas
- Islands in the Stream – Will Ferrell und Reese Witherspoon
- Chapel of Love – The Dixie Cups

## Rezeption

### Kritiken
Oliver Kaever meinte im Spiegel, dass am schlimmsten an diesem Film sei, wie brav und müde sich dieser durch seine Geschichte schleppe und die im Plakatmotiv angedeutete Entfesselung – Ferrell mit Alligator im Arm – nur vortäusche.
Stefan Brüning vergab auf filmtoast.de zwei von fünf Toasts, der Film sei ein lahmer Versuch, Vater der Braut mit der heterosexuellen Variante eines Lemmon-Matthau-Vehikels zu kreuzen. Stoller verweigere sich dabei fast jeder Form der Eskalation in einem Film über zwei Streithähne auf einer Party.
derwatchdog.de bewertete den Film mit 3,5 von 5 Sternen, dieser überzeuge mit einem gewohnt schrägen Will Ferrell und einer unerwartet warmherzigen Geschichte, die mehr als nur Lacher liefere.
Oliver Armknecht (fünf von zehn Sterne) meinte auf film-rezensionen.de, dass das Szenario nicht sonderlich einfallsreich sei. Es wurde auch zu wenig draus gemacht, die Eskalation falle viel zu brav und nett aus, es fehle an Einfällen.

### Abrufe
Die Komödie belegte laut Branchendienst FlixPatrol in 89 Ländern den ersten Platz in den Amazon-Prime-Streaming-Charts. In der Folge erhielt ein weiteres Comdey-Projekt von Nicholas Stoller und Will Ferrell grünes Licht von Amazon.